# هرم نظام سرمایه‌داری

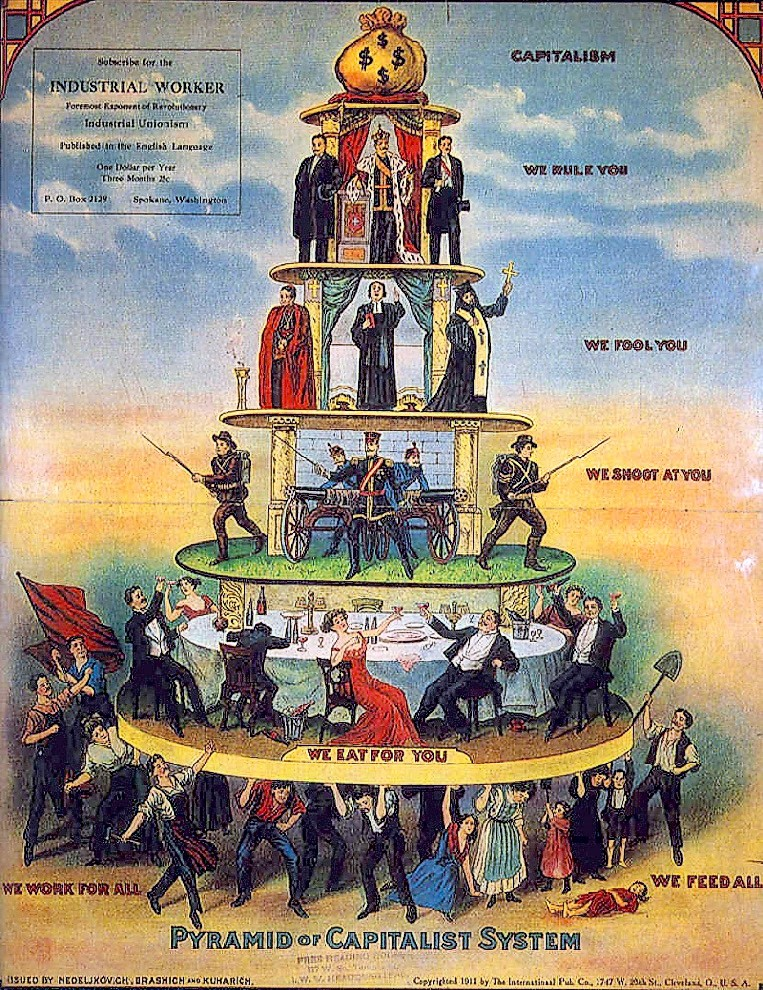
کارتون ۱۹۱۱ آمریکایی

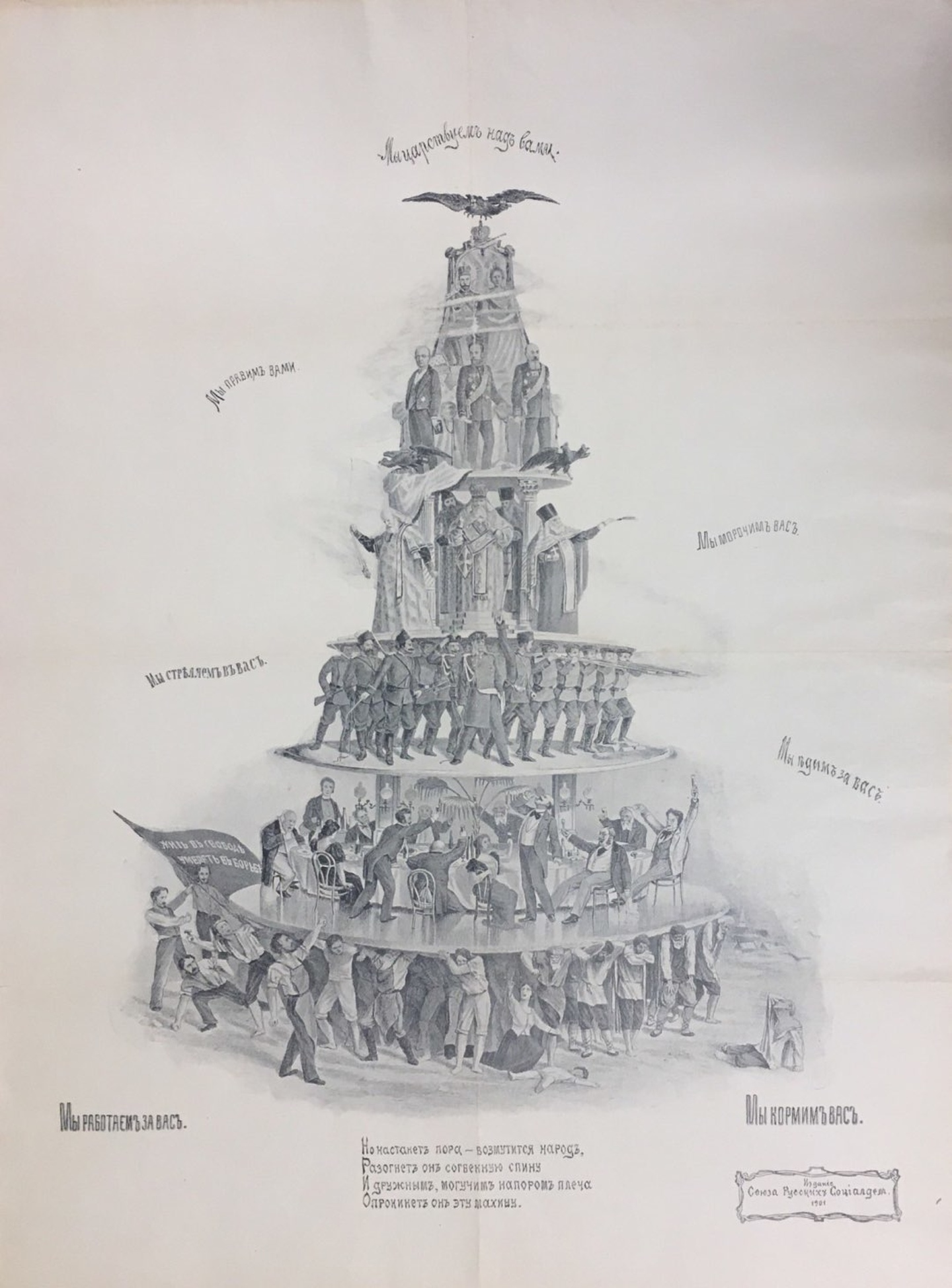
کارتون ۱۹۰۰ روسی

هرم نظام سرمایه‌داری (انگلیسی: Pyramid of Capitalist System) نام رایج یک کاریکاتور انتقادی از سرمایه‌داری از سال ۱۹۱۱ است که تقریباً بر اساس یک اعلامیه تبلیغاتی روسی از قرن نوزدهم میلادی می‌باشد. موضوع این تصویر قشربندی بر اساس طبقه اجتماعی و نابرابری اقتصادی است. این اثر از شهرت بالایی برخوردار است و آثار اشتقاقی دیگری نیز از آن موجود است.
این اثر در ویرایش ۱۹۱۱ اینداستریال ورکر در کلیولند اوهایو، روزنامه‌ای متعلق به اتحادیه کارگری کارگران صنعتی جهان و منسوب به ندلکوویچ، براشیچ و کوهاریچ منتشر شد.
تصویر شرحی از سلسله مراتب یا «هرم اجتماعی» با تعداد کمی ثروتمند در بالا و توده‌های فقرا در طبقه زیرین است. یک کیسه پول نمایانگر سرمایه‌داری در تاج، طبقه بالایی اول «ما بر شما حکم می‌رانیم» توسط سلطنت و رهبران حکومت پر شده. طبقه بعدی روحانیت است با عنوان «ما شما را فریب می‌دهیم»، سپس ارتش با عنوان «ما به شما شلیک می‌کنیم»، سپس بورژوازی با عنوان «ما به جای شما می‌خوریم». طبقه زیرین هرم که توسط کارگران پر شده می‌گوید «ما برای همه کار می‌کنیم... ما به همه غذا می‌دهیم».
این اثر بر اساس کاریکاتوری از یک شخص بی‌نام از سال ۱۹۰۰ در اتحاد سوسیالیست‌های روسی در زمان امپراتوری روسیه است. تصویر اصلی کارگرانی را نشان داده بود که هرم را روی پشتشان حمایت می‌کردند و با این شعار:
زمانی خواهد رسید که مردم در خشم خود کمرهای خمیده را صاف می‌کنند و این سازه را با یک فشار نیرومند شانه‌هایشان به پایین می‌کشند.
 تفاوت‌های برجسته بین نسخه‌های اصلی ۱۹۰۰ روسی و ۱۹۱۱ مشتق‌شده آمریکایی شامل جایگزینی عقاب سیاه امپراتوری روسیه با یک کیسه پول، تزار و تزارینای روسی با گروه مثلثی کلی‌تر از چهره‌ها (یک شاه و رهبران حکومت)، دو نفر از سه روحانی ارتدکس با یک کاردینال و یک روحانی پروتستان، ارتش امپراتوری روسیه با یک گروه کلی‌تر از سربازان می‌باشند؛ و کارگران دیگر خمیده نیستند و هیچ شعار انقلابی وجود ندارد. در هر دو تصویر یک کودک کشته‌شده یا به عبارتی کودک کار نمایانگر سمبل مخمصه بیچارگی و بدبختی کارگران. عنصر مشترک دیگر پرچم قرمز است که از میان کارگران برخاسته، سمبل ظهور جنبش سوسیالیسم.
پیام اصلی تصویر انتقاد از نظام سرمایه‌داری با سلسله مراتب قدرت و ثروت در آن است. همچنین این تصویر توضیح می‌دهد که طبقه کارگر همه طبقات دیگر را پشتیبانی می‌کند و اگر پشتیبانی خود را از این نظام قطع کنند ترتیب اجتماعی موجود واژگون خواهد شد. این نوع انتقاد از سرمایه‌داری به سوسیالیسم فرانسوی لوئیس بلنک منسوب است.